# 三遠南信自動車道
三遠南信自動車道（さんえんなんしんじどうしゃどう、英語: SAN-EN NANSHIN EXPWY）は、長野県飯田市の中央自動車道・飯田山本インターチェンジ （IC） から愛知県を経由して静岡県浜松市浜名区の新東名高速道路・浜松いなさジャンクション (JCT) に至る、総延長約100キロメートル (km) の高規格幹線道路（国土交通大臣指定に基づく高規格幹線道路（一般国道の自動車専用道路）（B路線））である。国道474号に指定されている。
道路名に冠された「三遠南信」とは、愛知県東部（旧三河国）、静岡県西部（旧遠江国）、長野県南部（南信地方）の総称である。略称は三遠南信道（さんえんなんしんどう）。
高速道路ナンバリングによる路線番号は、新東名高速道路引佐連絡路とともに「E69」が割り振られている。

## 概要
中央構造線や赤石山脈（南アルプス）を中心とした険しい山岳地帯を通る。特に長野県飯田市南信濃と静岡県浜松市天竜区水窪町の県境を結ぶ青崩峠は地盤が脆弱でありながら地下水位が高く出水しやすいため、青崩トンネルの掘削は三遠南信道全体の工事の中でも最難関とされている。

### 国道474号
一般国道の路線を指定する政令に基づく起終点および重要な経過地は次のとおり。
- 起点：飯田市（山本3643番1号、飯田山本IC）
- 終点：浜松市（浜名区引佐町東黒田字桑田263番3、浜松いなさJCT）
- 重要な経過地：長野県下伊那郡上村（現・飯田市）、静岡県磐田郡水窪町佐久間町（現・浜松市）、愛知県北設楽郡東栄町、同県南設楽郡鳳来町（現・新城市）
- 総延長 : 40.7 km（長野県 19.9 km、浜松市 14.1 km、愛知県 6.7 km）[7][注釈 3]
- 重用延長 : なし[7][注釈 3]
- 未供用延長 : なし[7][注釈 3]
- 実延長 : 40.7 km（長野県 19.9 km、浜松市 14.1 km、愛知県 6.7 km）[7][注釈 3]
  - 現道 : 19.9 km（長野県 19.9 km、浜松市 - km、愛知県 - km）[7][注釈 3]
  - 旧道 : なし[7][注釈 3]
  - 新道 : 20.8 km（長野県 - km、浜松市 14.1 km、愛知県 6.7 km）[7][注釈 3]
- 指定区間：長野県飯田市山本3762番2 - 長野県飯田市上村138番14、長野県飯田市南信濃八重河内1037番3 - 浜松市天竜区水窪町奥領家5124番2、浜松市天竜区佐久間町川合787番2 - 浜松市浜名区引佐町東黒田字桑田263番3[8]

## 地理

### 通過する自治体
一般国道の路線を指定する政令はいわゆる平成の大合併以前の市町村名で記述されており、合併にあわせた改正などは行われていない。合併により上村は飯田市の一部に、水窪町および佐久間町は浜松市天竜区の一部に、鳳来町は新城市の一部に、引佐町は浜松市浜名区の一部になっているため、現在の市町村名による通過市町村は以下のとおりである。
- 長野県
  - 飯田市 - 下伊那郡喬木村 - 飯田市
- 静岡県
  - 浜松市（天竜区）
- 愛知県
  - 北設楽郡東栄町 - 新城市
- 静岡県
  - 浜松市（浜名区）

## 当面の整備方針の概要

### 飯喬道路
- 起点：長野県飯田市山本（飯田山本IC）

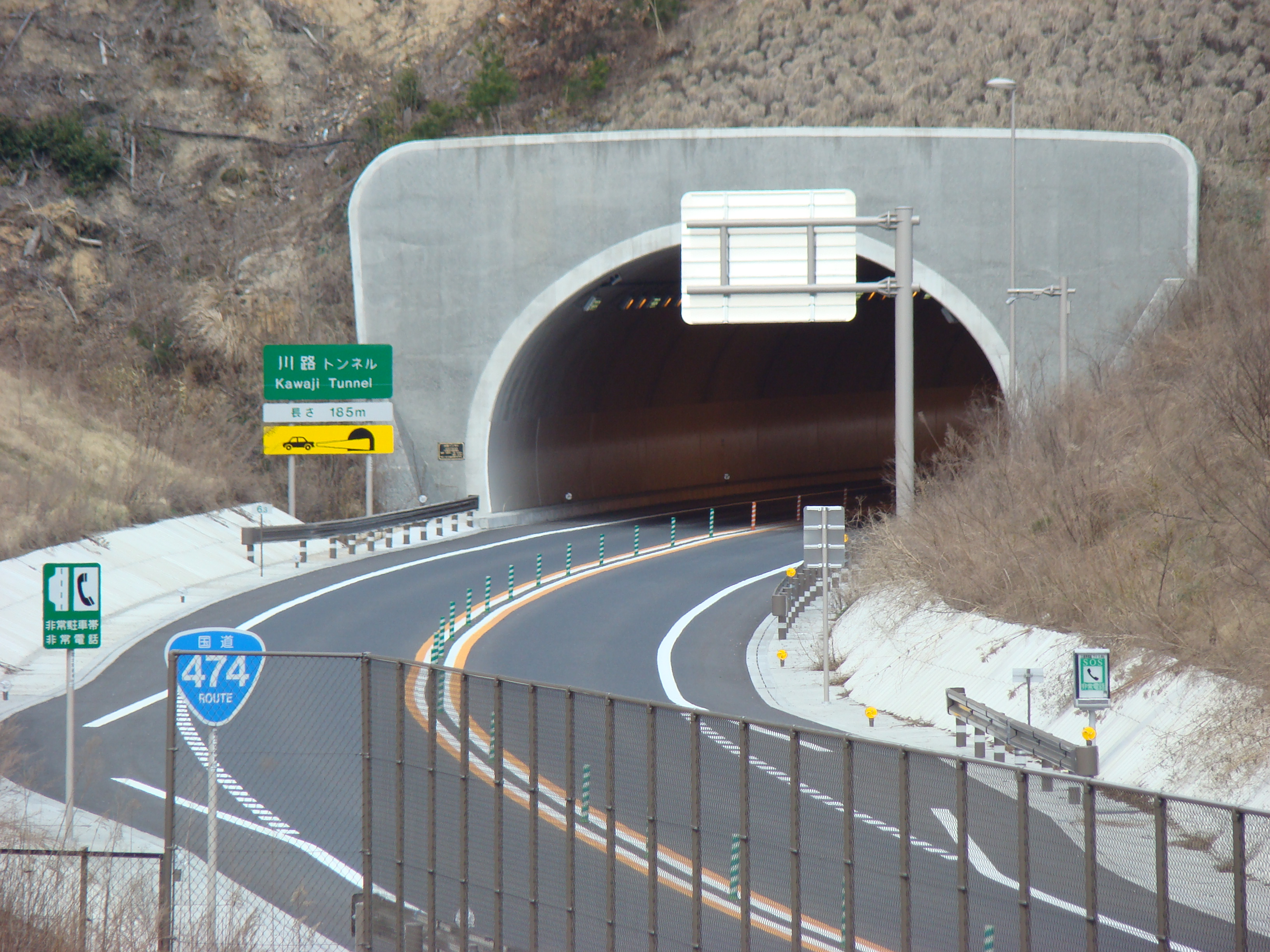
飯喬道路（天龍峡IC側から飯田山本IC側を望む、2009年撮影 ）

- 終点：長野県下伊那郡喬木村氏乗（喬木IC）
- 延長：22.1 km
- 構造規格：第1種第3級（飯田山本IC - 飯田上久堅・喬木富田IC）、第1種第4級（飯田上久堅・喬木富田IC - 喬木IC）
- 設計速度：80 km/h（飯田山本IC - 飯田上久堅・喬木富田IC）、60 km/h（飯田上久堅・喬木富田IC - 喬木IC）
- 標準道路幅員
  - 飯田山本IC - 天龍峡IC：20.5 m（暫定10.5 m）
  - 天龍峡IC - 飯田上久堅・喬木富田IC：12.0 m
  - 飯田上久堅・喬木富田IC - 喬木IC：10.5 m
- 車線幅員：3.5 m
- 車線数
  - 飯田山本IC - 天龍峡IC：4車線（暫定2車線）
  - 天龍峡IC - 喬木IC：2車線（完成2車線）

長野県飯田市の中央自動車道から分岐し同市内を横断し長野県下伊那郡喬木村まで至る、現在建設中の自動車専用道路である。基本計画・整備計画では起点を長野県飯田市山本（飯田山本IC）、終点を長野県飯田市上久堅（飯田上久堅・喬木富田IC）とする延長約14.6 kmの道路とされている。飯田上久堅・喬木富田IC - 喬木ICの7.5 km区間は2004年度（平成16年度）小川路峠道路から飯喬道路に編入された。
2018年（平成30年）3月10日に龍江IC - 飯田上久堅・喬木富田IC間が、2019年（令和元年）11月17日に天龍峡IC - 龍江IC間がそれぞれ開通した。
2014年5月、飯田市龍江で建設中の19号橋工事において、施工業者の測量にミスがあり、設計図と実際に建設された橋の上部位置が最大で41.5センチメートル (cm) ずれていることが判明した。飯田国道事務所は延滞損害金を徴収するとともに工期を2015年3月20日まで延期することを認めた。建設工事の全体工程に影響はないとしているものの、道路構造令の基準不適合により是正工事が必要となった。

### 小川路峠道路

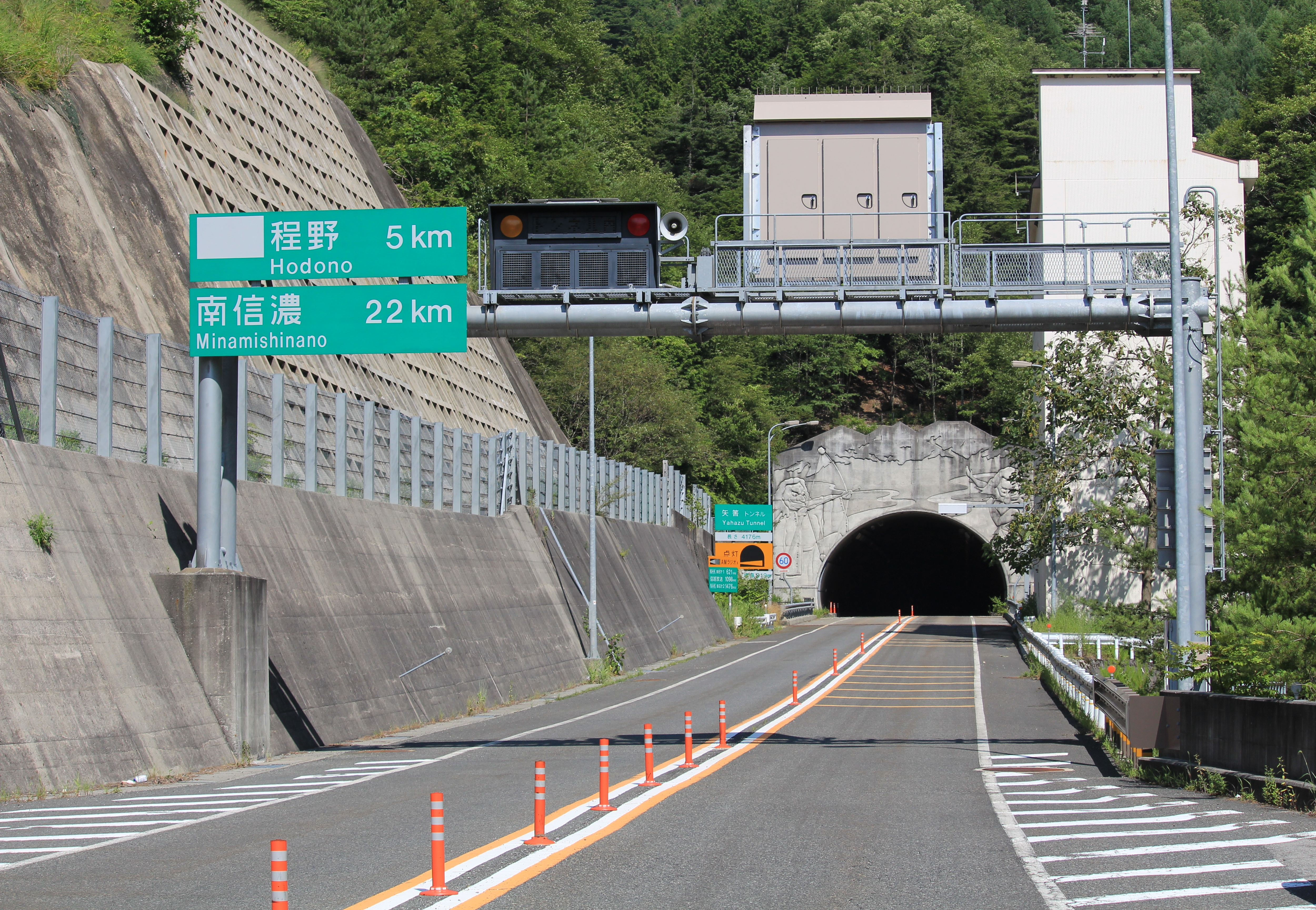
小川路峠道路（喬木IC側から矢筈トンネルを望む、2014年撮影 ）

- 起点：長野県下伊那郡喬木村氏乗（喬木IC）[12]
- 終点：長野県飯田市上村程野（程野IC）[12]
- 延長：6.0 km[12]
- 構造規格：第1種第3級[12]
- 設計速度：80 km/h[12]
- 標準道路幅員：10.5 m（暫定トンネル部 9.5 m）[12]
- 車線幅員：3.5 m
- 車線数：4車線（暫定2車線）
- 事業費：約550億円

長野県飯田市から長野県下伊那郡喬木村を経て長野県飯田市上村に至る道路である。延長6.0 kmのうち起点寄り4.8 kmの区間が供用済みであるが、矢筈トンネル東側坑口付近で国道152号に接続する暫定出入口から程野ICへ至る1.2 kmは現道活用区間（後述）とされる。基本計画・整備計画では起点を長野県飯田市上久堅（飯田上久堅・喬木富田IC）、終点を長野県飯田市上村程野（程野IC）とする延長13.5 kmの道路とされている。飯田上久堅・喬木富田IC - 喬木ICの7.5 km区間は2004年度（平成16年度）小川路峠道路から飯喬道路に編入された。

### 現道改良区間（長野県）
小川路峠道路終点から青崩峠道路起点へ至る区間は、約12 kmにわたる南信濃道路を調査中としつつ、おおむね並行する国道152号を長野県が改良整備しており、現道活用区間として当面利用するとされた。三遠南信自動車道の全線整備に際して国土交通省は、現道を活用するなどなるべく短期間で整備および開通効果を上げる方針のためとしている。
長野県では矢筈トンネル出口から小嵐ICまでの21.1 kmに渡り、国道152号の改良（向井万場拡幅・小道木バイパス・和田バイパス・小嵐バイパス）を事業中であり、小嵐バイパスの一部を除く19.2 kmが開通済みである。

#### 国道152号 向井万場拡幅
急峻な地形のため急カーブが多いほか浦の沢トンネルが交互通行となっているなど幅員狭小個所が多く、落石による被害や通行止めもあったため、線形を改良するとともに完全2車線化する事業。1977年（昭和52年）に着手、2011年（平成23年）7月3日に上中郷工区（豆嵐トンネルとその前後）1.162 km が供用開始され全線開通。
- 起点：長野県飯田市上村程野（小沢橋南詰付近・小川路峠道路終点）
- 終点：長野県飯田市上村上町（県道251号交点付近）
- 延長：6.320 km
- 全体幅員：9.0 m
- 車線幅員：3.25 m
- 車線数：2車線
- 事業費：約164億円

向井万場拡幅終点から小道木バイパス起点へ至る6.6 kmの区間は、1972年（昭和47年）から1995年（平成7年）にかけて上町小道木拡幅として整備された。

#### 国道152号 小道木バイパス
急峻な地形により急カーブが多く幅員狭小のため、2車線のバイパスを建設する事業。渓谷沿いの現道を2本のトンネルと2つの橋梁により短絡する。2008年度（平成20年度）に着手し、2015年（平成27年）10月17日に全線供用された。
- 起点：長野県飯田市南信濃小道木（熊野神社付近）
- 終点：長野県飯田市南信濃押出（林道千遠線交点・和田バイパス起点）
- 延長：1.700 km
- 全体幅員：7.5 m
- 車線幅員：3.0 m
- 車線数：2車線
- 事業費：約54億円

#### 国道152号 和田バイパス
渓谷に開けた住宅密集地を通過するため幅員狭小でカーブが多いので、住宅地を避ける形で2車線のバイパス道路を建設する事業。現道を2本のトンネルと3つの橋梁により付け替える。1998年度（平成10年度）に着手し、2010年度（平成22年度）までに林道千遠線交点からかぐら大橋南詰現道交点の間（約2.1 km）、2015年（平成27年）3月23日に秋葉街道下市場トンネル周辺を除いた区間（約1.4 km）、2016年（平成28年）12月17日に秋葉街道下市場トンネルを含む区間（約0.6 km）が供用開始し、全線開通。
- 起点：長野県飯田市南信濃押出（林道千遠線交点・小道木バイパス終点）
- 終点：長野県飯田市南信濃梶谷（民宿せせらぎの里付近・小嵐バイパス起点）
- 延長：4.114 km
- 全体幅員：12.0 m
- 車線幅員：3.25 m
- 車線数：2車線
- 事業費：約61億円

#### 国道152号 小嵐バイパス
青崩峠へ向かっての幅員狭小かつ急カーブが連続する急勾配の道路で、大型車両の通行が特に困難であるため、これを改築する事業。現道の改良が主だが、兵越林道分岐の北約500 m付近地点で現道から逸れて南南西に向かい、谷を越えた所で青崩峠道路に接続する。2007年度（平成19年度）着手、2015年（平成27年）3月23日に和田バイパス終点から現道交点の間、約0.4 kmが開通。
- 起点：長野県飯田市南信濃梶谷（民宿せせらぎの里付近・和田バイパス終点）
- 終点：長野県飯田市南信濃小嵐（青崩峠道路接続部（小嵐IC））
- 延長：2.425 km
- 全体幅員：7.5 m
- 車線幅員：3.0 m
- 車線数：2車線
- 事業費：約49億円

### 青崩峠道路
- 建設中の青崩道路（長野県、2023年8月撮影）。奥に見えるトンネルは青崩トンネル。起点：長野県飯田市南信濃和田（南信濃IC）

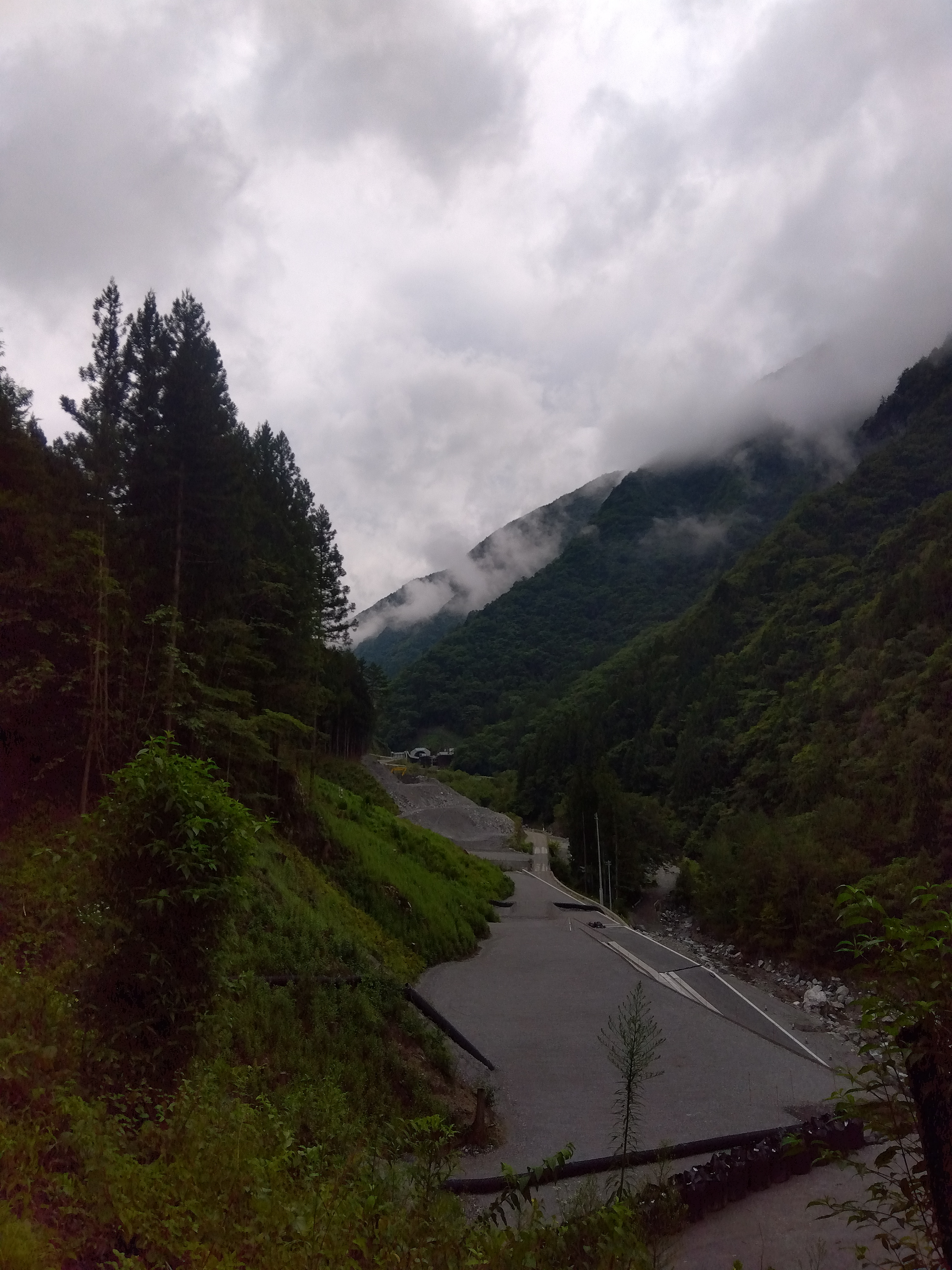
建設中の青崩道路（長野県、2023年8月撮影）。奥に見えるトンネルは青崩トンネル。

- 終点：静岡県浜松市天竜区水窪町奥領家（水窪北IC）
- 延長：13.1 km（うち青崩トンネル 4,998 m）
- 標準道路幅員
  - トンネル部：9.5 m
  - 土工部：10.5 m
- 車線幅員：3.5 m

国道152号の不通区間である青崩峠の西側を、青崩トンネル（仮称・4,998 m）等によって迂回する道路である。
延長13.1 kmのうち、長野県飯田市南信濃和田（南信濃IC）から長野県飯田市南信濃八重河内（小嵐IC）まで7.2 kmについては当面国道152号現道を活用し、小嵐ICから終点である静岡県浜松市天竜区水窪町奥領家（水窪北IC）までの5.9 kmのみ早期供用を目指して先行整備する事としている。
当初は国道152号の東側に沿って兵越峠直下を通過する計画で、そのルートに従って草木トンネル（草木IC - 水窪北IC間）が建設・供用された。しかし同トンネル供用後の1997年（平成9年）に、兵越峠直下にあたる地盤が脆弱なことが判明し、2008年（平成20年）までに計画が地盤のやや硬い青崩峠西側を通るルートに変更された。そのため、草木トンネルは三遠南信自動車道のルートから外れ、高速道路規格から一般道路規格に格下げされた。
| 変更項目 | 変更前                  | 変更後     |
| -------- | ----------------------- | ---------- |
| 構造規格 | 第1種第3級              | 第1種第4級 |
| 設計速度 | 80 km/h                 | 60 km/h    |
| 車線数   | 完成4車線 （暫定2車線） | 完成2車線  |

#### 青崩峠トンネル
別途新設される事となった青崩トンネルについては、2009年の民主党への政権交代を経て事業費圧縮を目的とした規格変更（右表）が行われ、計画自体が当初のものより縮小された。
なお、その延長が4,998 mと5,000 mをわずかに下回るのは、延長が5,000 mを超えると、トンネル内の保安施設のランクが上がりコストが跳ね上がること、危険物積載車両の制限・禁止がなされることによるものである。
トンネルのルート周囲の地盤が脆く地下水位が高いため、難工事が予想され、整備に相応の期間を要する事が懸念されたため、沿線自治体である飯田市・浜松市・豊橋市は連携して早期着工に関する中央要望を行っていた。
2014年3月9日に調査坑の起工式が開催されると、牧野光朗飯田市長や鈴木康友浜松市長、国土交通省中部地方整備局長のほか地元選出の国会議員ら約130人が駆け付け、早期開通を祈願した。2017年3月までに飯田市側から1,544 m、浜松市側から1,364 mを掘削して地質調査を行う計画であった。調査坑工事の進捗は遅れたものの、2019年8月24日に貫通、同年12月に工事が完了した。なお、2019年3月16日には、調査坑工事の完成を待たず本坑工事に着手、2023年5月26日に貫通した。

#### 青崩峠トンネル調査坑
青崩峠トンネルの本体延長は4,998 mであるが、その調査坑の延長は5,014 mである。長野県側（北側）部分を小嵐トンネル（調査坑延長 2,607 m）と、静岡県側（南側）を池島トンネル（延長2,407 m）と称し、両側から掘進を始めた。小嵐トンネルの坑口側（その1工事）1,344 mと池島トンネルの坑口側（その1工事）1,239 mの完成を経てその2工事（小嵐トンネル側1,263 m、池島トンネル側1,168 m）が進められた。小嵐トンネル（長野側）は2019年3月に完成、池島トンネル（静岡側）は施工中のトンネルが大きく変形するなど地質が不安定で難工事となっていたが、2019年12月に完成した。なお、調査坑は本坑工事では土砂などの運搬抗として、完成後は本トンネル内の事故発生時の避難坑として使用される。

### 現道改良区間（静岡県）
水窪北IC（仮称） - 水窪IC（仮称）間の7 kmは浜松市が国道152号を改良整備するとした 。これは、長野県側と同様、三遠南信自動車道の全線整備に際して国土交通省は、現道を活用するなどなるべく短期間で整備および開通効果を上げる方針のためとしている。

### 水窪佐久間道路
- 起点：静岡県浜松市天竜区水窪町奥領家（水窪IC）〔計画時：静岡県浜松市天竜区水窪町奥領家（水窪北IC）〕
- 終点：静岡県浜松市天竜区佐久間町川合（佐久間川合IC）
- 延長：約14.4 km 〔計画時：約21 km〕

青崩峠道路終点の水窪北ICから佐久間道路起点の佐久間川合ICに至る約21 kmについては、長い間計画中とされており、三遠南信道約100 kmの中で唯一の未事業化区間として残っていた。
この区間のルート選定にあたっては、
1. 全線で道路を新設する案
2. 佐久間川合IC寄りの14 kmのみ道路を新設し、残りの7 km間は国道152号現道を活用する案
3. 全線で現道を活用する案

以上の3案が検討され、道路と中央構造線との位置関係や有識者による自然環境への影響検証結果、2013年4月から5月にかけて実施された沿線住民らを対象とするアンケートの回答などを踏まえ、2013年12月26日開催の社会資本整備審議会（道路分科会中部地方小委員会）において(2)案を採用する方針を固めた。開通予定時期は未定ながらも三遠南信道の全線供用のめどが付いたことに対し、沿線自治体や住民からは歓迎の声が相次ぐ一方、早期の事業化・着工を求める声も聞かれた。(2)案に従い、2019年度（平成31年度）に水窪IC - 佐久間川合IC間の約14.4kmが新規事業化された。

### 佐久間道路
浜松市天竜区から愛知県北設楽郡東栄町に至る、全長約6.9 kmの自動車専用道路である。2019年3月2日開通。
- 起点：浜松市天竜区佐久間町川合（佐久間川合IC）
- 終点：愛知県北設楽郡東栄町三輪（東栄IC）
- 延長：6.9 km
- 車線数：2車線

### 三遠道路
愛知県北設楽郡東栄町から静岡県浜松市浜名区の新東名高速道路に至る、全長約21 kmの自動車専用道路である。事業着手当初、2007年度（平成19年度）末には鳳来峡IC - 浜松いなさJCT間の開通が予定されていたが、三遠トンネル（4,520 m）の建設が予想以上に難航し、2012年（平成24年）3月4日に鳳来峡IC - 浜松いなさ北IC間が開通、また2012年（平成24年）4月14日には浜松いなさ北IC - 浜松いなさJCT間が開通し、新東名高速道路と接続した。なお、東栄IC - 鳳来峡IC間は2025年度開通予定である。
- 起点：愛知県北設楽郡東栄町三輪（東栄IC）
- 終点：静岡県浜松市浜名区引佐町東黒田（浜松いなさJCT）
- 延長：21.0 km
- 規格：第1種第3級
- 設計速度：80 km/h
- 規制速度：70 km/h（明かり部）、60 km/h（トンネル部）
- 標準幅員
  - 土工部・橋梁部・高架部：10.5 m
  - トンネル部：12.0 m
- 車線幅員：3.5 m
- 車線数：4車線(暫定2車線)

愛知・静岡県境付近で中央構造線を横切るため地形が険しく、その付近には三遠トンネルをはじめ大小さまざまなトンネル・高架橋が建設された。これにより浜松市浜名区引佐町東黒田から東栄町三輪まで国道257号および国道151号を利用するのに比べ所要時間は30分程度短縮される。

## インターチェンジなど
- IC番号欄の背景色が■である部分については施設の供用開始済みを示している。また、施設名欄の背景色が■である部分は施設が供用開始されていない、または完成していないことを示す。なお、未開通区間の各施設名称は仮称である。
- 当路線の終点から接続している、浜松いなさJCT - 三ヶ日JCT間は新東名高速道路引佐連絡路であり、当道による事業区間ではない。

| IC番号                                                         | 施設名                 | 接続路線名                        | 起点 から(km) | 備考                                                                           | 所在地 | 所在地          |
| -------------------------------------------------------------- | ---------------------- | --------------------------------- | ------------- | ------------------------------------------------------------------------------ | ------ | --------------- |
| 1                                                              | 飯田山本IC/JCT         | E19 中央自動車道 国道153号        | 0.0           | 中央道のIC番号は「26-1」                                                       | 長野県 | 飯田市          |
| 2                                                              | 天龍峡IC/PA            | 国道151号                         | 7.2           |                                                                                | 長野県 | 飯田市          |
| 3                                                              | 千代IC                 | 県道1号飯田富山佐久間線           | 8.2           | 飯田方面出入口のみ 地域振興IC（2003年決定）                                    | 長野県 | 飯田市          |
| 4                                                              | 龍江IC                 |                                   | 11.2          | 地域振興IC（2011年決定）                                                       | 長野県 | 飯田市          |
| 5                                                              | 飯田上久堅・喬木富田IC | 国道256号                         | 14.6          |                                                                                | 長野県 | 飯田市          |
| -                                                              | 氏乗IC                 |                                   | -             | 事業中 飯田方面出入口のみ 追加IC（2013年許可）                                 | 長野県 | 下伊那郡 喬木村 |
|                                                                | 喬木IC                 | 県道251号上飯田線                 | 22.1          | 浜松方面出入口のみ                                                             | 長野県 | 下伊那郡 喬木村 |
|                                                                | 国道152号仮接続部      | 国道152号                         | 26.9          |                                                                                | 長野県 | 飯田市          |
| -                                                              | 程野IC                 | 国道152号                         |               | 計画中 当該区間は長野県により国道152号現道改良区間として向井万場拡幅が供用済み | 長野県 | 飯田市          |
| 現道改良区間（国道152号）                                      |                        |                                   |               |                                                                                | 長野県 | 飯田市          |
| -                                                              | 小嵐IC                 | 国道152号                         | -             | 事業中                                                                         | 長野県 | 飯田市          |
| -                                                              | 水窪北IC               | 国道152号                         | -             | 事業中                                                                         | 静岡県 | 浜松市 天竜区   |
| 現道改良区間（国道152号）                                      |                        |                                   |               |                                                                                | 静岡県 | 浜松市 天竜区   |
| -                                                              | 水窪IC                 | 国道152号                         | -             | 事業中                                                                         | 静岡県 | 浜松市 天竜区   |
| -                                                              | 佐久間IC               |                                   | -             | 事業中                                                                         | 静岡県 | 浜松市 天竜区   |
|                                                                | 佐久間川合IC           | 国道473号                         | 71.1          |                                                                                | 静岡県 | 浜松市 天竜区   |
|                                                                | 浦川IC                 | 国道473号                         | 75.1          | 浜松方面出入口のみ 追加IC（2013年許可）                                        | 静岡県 | 浜松市 天竜区   |
|                                                                | 東栄IC                 | 国道151号                         | 78.0          |                                                                                | 愛知県 | 北設楽郡 東栄町 |
| 2025年度開通予定                                               |                        |                                   |               |                                                                                | 愛知県 | 北設楽郡 東栄町 |
|                                                                | 鳳来峡IC               | 県道519号七郷一色名号線 国道151号 | 85.1          | 地域振興IC（2003年決定）                                                       | 愛知県 | 新城市          |
|                                                                | 渋川寺野IC             | 市道                              | 92.5          | 浜松方面出入口のみ                                                             | 静岡県 | 浜松市 浜名区   |
|                                                                | 浜松いなさ北IC         | 県道47号引佐六郎沢線              | 98.5          | 飯田方面出入口のみ                                                             | 静岡県 | 浜松市 浜名区   |
| -                                                              | 浜松いなさ北料金所     |                                   | 98.5          | 本線料金所                                                                     | 静岡県 | 浜松市 浜名区   |
| 15                                                             | 浜松いなさJCT          | E1A 新東名高速道路本線            | 99.0          |                                                                                | 静岡県 | 浜松市 浜名区   |
| E69 新東名高速道路引佐連絡路 三ヶ日JCT経由 E1 東名高速道路方面 |                        |                                   |               |                                                                                |        |                 |

## 歴史
| 1994 | (3月)喬木IC-程野IC（国道152号仮接続部） |
| 1995 |                                         |
| 1996 |                                         |
| 1997 |                                         |
| 1998 |                                         |
| 1999 |                                         |
| 2000 |                                         |
| 2001 |                                         |
| 2002 |                                         |
| 2003 |                                         |
| 2004 |                                         |
| 2005 |                                         |
| 2006 |                                         |
| 2007 |                                         |
| 2008 | (4月) 飯田山本IC-天龍峡IC               |
| 2009 |                                         |
| 2010 |                                         |
| 2011 |                                         |
| 2012 | (3月) 鳳来峡IC - 浜松いなさ北IC         |
| 2012 | (4月) 浜松いなさ北IC - 浜松いなさJCT    |
| 2013 |                                         |
| 2014 |                                         |
| 2015 |                                         |
| 2016 |                                         |
| 2017 |                                         |
| 2018 | (3月)龍江IC - 飯田上久堅・喬木富田IC    |
| 2019 | (3月) 佐久間川合IC - 東栄IC             |
| 2019 | (11月) 天龍峡IC - 龍江IC                |
| 2020 |                                         |
| 2021 |                                         |
| 2022 |                                         |
| 2023 |                                         |
| 2024 |                                         |
| 2025 | 東栄IC - 鳳来峡IC（予定）               |

- 1983年（昭和58年）度：青崩峠道路事業化。
- 1984年（昭和59年）度：喬木IC - 程野IC間を事業化。
- 1985年（昭和60年）度：青崩峠道路用地買収に着手。
- 1986年（昭和61年）度：小川路峠道路用地買収に着手、小川路峠道路・青崩峠道路着工。
- 1987年（昭和62年）6月30日：三遠南信自動車道閣議決定（第四次全国総合開発計画 ）。
- 1988年（昭和63年）度：矢筈トンネル着工。
- 1989年（平成元年）8月8日 ：小川路峠道路基本計画・整備計画決定。
- 1989年（平成元年）度：飯田東IC - 喬木IC間を事業化。
- 1990年（平成2年）11月1日 ：飯喬道路基本計画決定。
- 1992年（平成4年）度：飯喬道路事業化。
- 1993年（平成5年）度：三遠道路事業化。
- 1994年（平成6年）
  - 3月29日 ：矢筈トンネル開通。
  - 7月14日 ：草木トンネル開通。
- 1995年（平成7年）度：佐久間道路事業化。
- 1997年（平成9年）2月5日 ：飯喬道路整備計画決定。
- 1999年（平成11年）度：飯喬道路着工。
- 2003年（平成15年）度：三遠道路着工。
- 2004年（平成16年）度：飯田東IC - 喬木IC間が飯喬道路へ編入。
- 2008年（平成20年）4月13日 ：飯田山本IC - 天龍峡IC間開通。
- 2008年（平成20年）度：草木トンネル区間をルートから除外、同区間を一般道路に格下げ。
- 2011年（平成23年）
  - 7月3日：向井万場拡幅事業工区で最後となる飯田市上村の現道活用区間「豆嵐地区バイパス」（上中郷工区）が全線開通[18][19]。
  - 秋：飯喬道路2工区において天龍峡大橋（仮称）着工[57][58]。
- 2012年（平成24年）
  - 2月13日：青崩峠工事用道路着工[59]。
  - 3月4日：鳳来峡IC - 浜松いなさ北IC間開通[48][46][47]。
  - 4月14日：浜松いなさ北IC - 浜松いなさJCT間開通。
  - 12月：浜松市水窪側にて青崩峠道路本線着工[27]。
- 2013年（平成25年）
  - 3月29日：飯田市南信濃側に青崩峠道路建設監督官詰所を開所[60] 。
  - 6月11日：氏乗IC、浦川ICの追加設置を国土交通大臣が許可[61]。
  - 8月19日：飯喬道路3工区において本線工事着工[62]。
- 2014年（平成26年）
  - 3月8日：飯田市南信濃側にて青崩トンネル（仮称）調査坑着工[31]。
  - 5月2日：飯喬道路龍江19号橋工事において施工業者の測量ミスで最大41.5 cmのずれが発生し、是正工事のため工期が1年延期[11]。
- 2015年（平成27年）10月17日：飯田市南信濃の現道活用区間「小道木バイパス」が全線供用開始[22]。
- 2016年（平成28年）
  - 10月21日：佐久間道路の第1トンネル（仮称）が貫通[63]。
  - 12月17日：飯田市南信濃の現道活用区間「和田バイパス」が全線供用開始[24]。
- 2017年（平成29年）
  - 3月下旬：天龍峡大橋（仮称）架設工事（上部工）開始[64]。
  - 7月28日：三遠道路で最長となる3号トンネル（仮称）着工[65]。
  - 7月30日：飯喬道路の天竜川に架橋される天龍峡大橋（仮称）でアーチ部分が完成し、アーチ部閉合式を実施[66]。
- 2018年（平成30年）
  - 2月5日：佐久間道路の佐久間第2トンネル（仮称）が貫通[67]。
  - 3月10日：龍江IC - 飯田上久堅・喬木富田IC間開通[9][68][69]。
- 2019年（平成31年/令和元年）
  - 3月2日：佐久間川合IC - 東栄IC間開通[45]。
  - 4月1日 : 水窪佐久間道路事業化[44]。
  - 11月10日 : 天龍峡IC - 龍江IC開通プレイベント開催[70]。
  - 11月17日：天龍峡IC - 龍江IC間開通[10]、天龍峡PA供用開始[71]。
- 2022年（令和4年）
  - 5月15日：水窪佐久間道路の杭打ち式開催[72]｡
- 2023年（令和5年）
  - 5月26日：青崩峠道路の青崩トンネルが貫通[73]。

### 開通予定年度
- 2025年（令和7年）度：東栄IC - 鳳来峡IC[49][50][注釈 8]
- 未定：飯田上久堅・喬木富田IC - 喬木IC、小嵐IC - 水窪北IC、水窪IC - 佐久間川合IC

## 路線状況

### 車線・速度
| 区間                                   | 車線              | 最高速度 | 設計速度 | 料金 | 備考    |
| -------------------------------------- | ----------------- | -------- | -------- | ---- | ------- |
| 飯田山本IC/JCT-天龍峡IC                | 2=1+1 (暫定2車線) | 70km/h   | 80km/h   | 無料 |         |
| 天龍峡IC - 飯田上久堅・喬木富田IC      | 2=1+1 (完成2車線) | 70km/h   | 80km/h   | 無料 | ※１     |
| 飯田上久堅・喬木富田IC-喬木IC間未開通  |                   |          |          |      |         |
| 喬木IC-国道152号仮出入口               | 2=1+1 (暫定2車線) | 60km/h   | 80km/h   | 無料 |         |
| 国道152号仮出入口-佐久間川合IC間未開通 |                   |          |          |      |         |
| 佐久間川合IC-東栄IC                    | 2=1+1 (完成2車線) | 60km/h   | 80km/h   | 無料 |         |
| 東栄IC-鳳来峡IC間未開通                |                   |          |          |      |         |
| 鳳来峡IC-浜松いなさ北IC                | 2=1+1 (暫定2車線) | 70km/h   | 80km/h   | 無料 | ※１ ※２ |
| 浜松いなさ北IC-浜松いなさJCT           | 2=1+1 (暫定2車線) | 70km/h   | 80km/h   | 有料 |         |

※１一部ゆずり車線あり
※2トンネル部は60㎞/h

### トンネルと主な橋
- 天龍峡大橋（天龍峡IC - 千代IC）：280 m
- 矢筈トンネル（喬木IC - 程野IC）：4,176 m
- 川合トンネル（佐久間川合IC - 浦川IC）：2,408 m
- 浦川・奈根トンネル（浦川IC - 東栄IC）：3,436 m
- 三遠道路3号トンネル（東栄IC - 鳳来峡IC）：3,566 m（事業中）
- 三遠名号トンネル（鳳来峡IC - 渋川寺野IC）：1,056 m
- 三遠大島トンネル（鳳来峡IC - 渋川寺野IC）：172 m
- 三遠トンネル（鳳来峡IC - 渋川寺野IC）：4,525 m
- 渋川トンネル（渋川寺野IC - 浜松いなさ北IC）：1,598 m
- 別所トンネル（渋川寺野IC - 浜松いなさ北IC）：948 m

#### トンネルと橋の数
| 区間                           | トンネル | トンネル | 橋梁   | 橋梁   |
| 区間                           | 上り線   | 下り線   | 上り線 | 下り線 |
| ------------------------------ | -------- | -------- | ------ | ------ |
| 飯田山本IC - 天龍峡IC          | 1        | 1        | 8      | 8      |
| 天龍峡IC - 喬木IC              | ?        | ?        | ?      | ?      |
| 喬木IC - 程野IC                | 1        | 1        | 3      | 3      |
| 程野IC - 佐久間川合IC          | ?        | ?        | ?      | ?      |
| 佐久間川合IC - 浦川IC          | 1        | 1        | ?      | ?      |
| 浦川IC - 東栄IC                | 1        | 1        | ?      | ?      |
| 東栄IC - 鳳来峡IC              | ?        | ?        | ?      | ?      |
| 鳳来峡IC - 渋川寺野IC          | 3        | 3        | ?      | ?      |
| 渋川寺野IC - 浜松いなさ北IC    | 2        | 2        | ?      | ?      |
| 浜松いなさ北IC - 浜松いなさJCT | 0        | 0        | ?      | ?      |
| 合計                           | 9以上    | 9以上    | 11以上 | 11以上 |

### 道路情報ラジオ
飯田山本ICと天竜峡ICの間で放送されている。

### 交通量
24時間交通量（台） 道路交通センサス
| 区間                               | 平成17（2005）年度 | 平成22（2010）年度 | 平成27（2015）年度 |
| ---------------------------------- | ------------------ | ------------------ | ------------------ |
| 飯田山本IC - 天竜峡IC              | 調査当時未開通     | 2,400              | 2,594              |
| 天竜峡IC - 千代IC                  | 調査当時未開通     | 調査当時未開通     | 調査当時未開通     |
| 千代IC - 龍江IC                    | 調査当時未開通     | 調査当時未開通     | 調査当時未開通     |
| 龍江IC - 飯田上久堅・喬木富田IC    | 調査当時未開通     | 調査当時未開通     | 調査当時未開通     |
| 飯田上久堅・喬木富田IC - 喬木IC間  | 未開通             | 未開通             | 未開通             |
| 喬木IC - 国道152号仮接続部         | 1,178              | 1,050              | 1,168              |
| 国道152号仮接続部 - 佐久間川合IC間 | 未開通             | 未開通             | 未開通             |
| 佐久間川合IC - 浦川IC              | 調査当時未開通     | 調査当時未開通     | 調査当時未開通     |
| 浦川IC - 東栄IC                    | 調査当時未開通     | 調査当時未開通     | 調査当時未開通     |
| 東栄IC - 鳳来峡IC間                | 未開通             | 未開通             | 未開通             |
| 鳳来峡IC - 渋川寺野IC              | 調査当時未開通     | 調査当時未開通     | 1,857              |
| 渋川寺野IC - 浜松いなさ北IC        | 調査当時未開通     | 調査当時未開通     | 2,047              |
| 浜松いなさ北IC - 浜松いなさJCT     | 調査当時未開通     | 調査当時未開通     | 2,146              |

（出典：『平成22年度道路交通センサス』『平成27年度全国道路・街路交通情勢調査』（国土交通省ホームページ）より一部データを抜粋して作成）
- 令和2年度に実施予定だった交通量調査は、新型コロナウイルスの影響で延期された[74]。